# Borki Sokolskie
Borki Sokolskie – wieś w Polsce położona w województwie łódzkim, w powiecie wieruszowskim, w gminie Sokolniki. Miejscowość wchodzi w skład sołectwa Zdzierczyzna.
W latach 1975–1998 miejscowość należała administracyjnie do województwa kaliskiego.